# Jill Farrant
Jill Farrant (geb. 5. Dezember 1960 in Modimolle, Limpopo) ist eine südafrikanische Pflanzenphysiologin und Professorin an der Universität Kapstadt. Ihre Arbeit befasst sich mit der Austrocknungstoleranz bei Pflanzen, insbesondere sogenannten „Auferstehungspflanzen“ (resurrection plants). Im Jahr 2012 erhielt sie den UNESCO-L’Oréal-Preis.

## Leben
Farrant wuchs auf einer Farm in Limpopo auf. Bereits als Kind wurde sie durch die Beobachtung von Pflanzen inspiriert, die scheinbar tot waren, jedoch nach Regenfällen erneut lebendig wurden. Diese Beobachtung, die sie als Neunjährige erstmals festhielt, beeinflusste ihren späteren wissenschaftlichen Werdegang nachhaltig.
Ursprünglich erwog Farrant ein Studium der Medizin oder Meeresbiologie, entschied sich aber letztlich für die Pflanzenphysiologie. Nach ihrem Studium machte sie sich bald einen Ruf als Wissenschaftlerin und wurde zur ersten Frau im Bereich Lebenswissenschaften an der Universität Kapstadt, die von der südafrikanischen National Research Foundation mit einer A-Rating-Auszeichnung geehrt wurde.
Im Jahr 2009 erhielt sie das Harry-Oppenheimer-Memorial-Trust-Fellowship, wodurch sie Forschung am Institut für Pflanzenbiologie der Universität Zürich und beim Nationalen Forschungsrat in Rom betrieb.
Farrant überlebte vor einigen Jahren eine schwere Kopfverletzung, die ihr beinahe das Leben kostete, verlor dabei jedoch ihren Geruchs- und Geschmackssinn. Offene Kommunikation pflegt sie auch bezüglich ihrer persönlichen Geschichte als trockene Alkoholikerin.

## Wirken
Farrant erforscht die Mechanismen der Austrocknungstoleranz sogenannter „Auferstehungspflanzen“, die bis zu 95 % ihres Wassers verlieren und dennoch nach Niederschlägen wiederbelebt werden können. Ihr Ziel ist zur Entwicklung nachhaltiger Lösungen für die Ernährungssicherheit angesichts der Klimakrise und zunehmender Dürreperioden die Übertragung dieser genetischen Eigenschaften auf wichtige Nutzpflanzen wie Mais, Reis und Teff.
Die Forschung Farrants konnte zeigen, dass diese Pflanzen bei Wassermangel schützende Zuckerarten wie Saccharose herstellen, die Zellen in einem glasartigen Zustand konservieren (Vitrifikation). Sie konnte überdies die Existenz wesentliche Gene zur Austrocknungstoleranz bereits in den Samen vieler Blütenpflanzen nachweisen, die jedoch nach der Keimung abgeschaltet werden.
In jüngerer Zeit richtet Farrant ihre Aufmerksamkeit verstärkt auf Pflanzen wie Teff, die eine enge genetische Verwandtschaft mit Auferstehungspflanzen aufweisen und hohes Potenzial für klimaangepasste Landwirtschaft haben. Zudem erforscht sie die Rolle des Wurzelmikrobioms bei der Dürretoleranz, insbesondere bei der Art Myrothamnus flabellifolia.
Neben ihrer wissenschaftlichen Tätigkeit setzt sich Farrant in Initiativen zur Förderung weiblicher Wissenschaftlerinnen und Studierender aus historisch benachteiligten Gruppen ein.
Ihre Forschung hat zudem Einfluss auf die Kosmetikindustrie, insbesondere durch die Zusammenarbeit mit der Marke Armani für Produkte mit antioxidativen Wirkstoffen aus Auferstehungspflanzen.
Im Jahr 2012 erhielt sie den mit 100.000 US-Dollar dotierten UNESCO-L’Oréal-Preis. Zudem wurde ihr 2022 der Georg-Forster-Forschungspreis der Alexander-von-Humboldt-Stiftung verliehen, mit der Möglichkeit, Forschungen in Deutschland durchzuführen.